# Moonie River
Der Moonie River ist ein Fluss in den westlichen Darling Downs im Osten Australiens.

## Geographie
Er entspringt westlich von Dalby in Queensland und fließt dann nach Süden über die Grenze nach New South Wales. Südwestlich Mungindi mündet er in den Barwon River. Im Einzugsgebiet des Flusses befinden sich keine größeren Städte und es ist sehr flach. Es gibt einen Stausee am Fluss, das Thallon-Wehr mit einer Kapazität von 185.000 m³.
Die Quelle des Flusses liegt östlich von Tara. Er durchfließt die Städte Flinton und Nindigully und passiert dann Thallon im Westen. Der größte Nebenfluss des Moonie River ist der Teelba Creek, weitere sind der Farawell Creek und der Toombilla Creek.
Sowohl der Moonie Highway als auch der Carnarvon Highway kreuzen den Fluss.